# Bembidion fumigatum
Bembidion fumigatum es una especie de escarabajo del género Bembidion, familia Carabidae. Fue descrita científicamente por Duftschmid en 1812.
Habita en Albania, Austria, Bélgica, Bosnia y Herzegovina, Bulgaria, Croacia, Chequia, Dinamarca, Francia, Alemania, Gran Bretaña, Grecia, Hungría, Irlanda, Italia, Kazajistán, Moldavia, Países Bajos, Polonia, Rumania, Rusia, Serbia, Eslovaquia, Eslovenia, España, Suecia, Suiza, Turquía y Ucrania.